# The Book of Truth
The Book of Truth è il primo album in studio del gruppo musicale Ceremonial Oath, pubblicato nel 1993 dalla Modern Primitive.

## Tracce
1. Prologue: Sworn to Avenge – 1:04
2. Chapter I: The Invocator – 3:16
3. Chapter II: For I Have Sinned - The Praise – 5:24
4. Chapter III: Enthroned – 5:16
5. Chapter IV: Only Evil Prevails – 5:30
6. Chapter V: Thunderworld – 2:26
7. Chapter VI: Lords of Twilight – 5:42
8. Chapter VII: Ceremonial Oath – 7:34
9. Chapter VIII: The Lost Name of God – 3:52
10. Chapter IX: The Book of Truth – 1:51
11. Chapter X: Hellbound – 3:40

## Formazione
- Oscar Dronjak - voce, chitarra, tastiera, effetti, testi
- Anders Iwers - chitarra
- Jesper Strömblad - basso
- Markus Nordberg - batteria